# 달콤한 인생 (드라마)
《달콤한 인생》은 MBC에서 2008년 5월 3일부터 2008년 7월 20일까지 방영한 주말 특별기획 드라마다. 아름다운 영상과 섬세한 심리묘사로 마니아층으로부터 많은 인기를 얻었지만, 평균 시청률은 8% 정도였다.
한편, 이 작품은 원래 9시 40분에 편성됐으나 MBC가 주말 저녁을 시사공영존으로 운영하기로 한 방침에 맞춰 2008년 5월 31일부터 10시 35분으로 시간대가 변경됐다.

## 등장인물

### 주요 인물
- 오연수 : 윤혜진(38세) 역

일본어 동시 통역사가 꿈이었으나 포기하고 동원의 아내가 되었고, 두 아이를 둔 주부로 살면서 행복하다고 믿고 살았다. 하지만 우연히 알게 된 남편의 외도로 무너지고 만다. 자신만의 인생을 다시금 정리하기로 마음 먹고 남편에게 잠깐의 휴가를 청해 북해도로 홀로 떠난다. 그리고 가는 곳마다 갑작스럽게 나타나 자신을 놀리듯 얼쩡거리는 준수를 만나서 짧은 사랑을 한다.
- 이동욱 : 이준수(28세) 역

자신이 가질 수 없는 모든 것을 가지고 있는 성구를 따라다니며 수족이 되어 강남 바닥에서 먼지처럼 살아가는 청춘이다. 언제부턴가 성구만 없으면 그가 가진 모든 것을 자신이 누릴 수 있다는 생각이 간절해졌다. 하지만 함께 한 일본 여행에서 성구가 낭떠러지에서 떨어져 실종이 되자, 그의 흔적을 찾기 위해 북해도를 찾는다. 그 곳에서 울고 있는 혜진을 보게 되고 그 슬픔이 궁금해지기 시작해 무작정 따라다닌다.
- 정보석 : 하동원(40세) 역

혜진의 남편. 중소형주 전문 펀드매니저. 예쁜 아내와 두 아이로 거의 완벽에 가까운 가족의 이상형을 만들어낸 자아도취에 빠져 있지만, 이것만으로는 욕망을 충족할 수 없다며 다애를 만나고 있다. 아내의 자리나 애인의 자리를 탐내지 않는 다애가 차라리 편하고 오래갈 수 있다고 믿었는데, 갑자기 다애가 그만 만나자는 말을 불쑥 꺼낸다.
- 박시연 : 홍다애(27세) 역

주얼리 디자이너. 불꽃 같은 삶을 꿈꾸지만 물질적인 욕망을 채우기 위해 시작한 동원과의 이상한 관계 속에서 그 꿈은 다른 욕망으로 점점 변질되어 간다. 그때 준수를 만나게 되고 동원을 떠나야 한다는 사실을 깨닫게 된다. 언제 떠날 지 모르는 사람처럼 늘 비밀스러운 준수에게 불안함을 느낀다.

### 주변 인물
- 백일섭 : 박병식(56세) 역 - 정년을 앞두고 사표를 쓴 퇴직 형사. 사설 탐정으로 ‘강성구 실종 사건’을 조사중
- 정겨운 : 강성구 역 - 준수의 친구
- 조경환 : 강 회장 역 - 성구의 아버지
- 윤현숙 : 명자 역 - 다애의 선배, 주얼리숍 동업자
- 김일우 : 신중호 역 - 동원의 직장 동료, 동원을 새 직장으로 스카우트함.
- 문가영 : 나리 역 - 동원과 혜진의 큰딸
- 김지민 : 나래 역 - 동원과 혜진의 작은딸
- 장영남 : 성숙 역 - 혜진의 친구
- 서동원 : 현필 역 - 동원의 직장 후배
- 이건수 : 대진 역 - 동원의 부하직원
- 배재준 : 석환 역 - 동원의 부하직원
- 김미경 : 미세스 리 역 - 혜진의 여행사 상사
- 이두일 : 우석 역 - 혜진의 동료, 혜진에게 일자리를 구해줌.

### 그 외
- 김진근 : 형사 역
- 경인선 : 혜진네집 도우미 아줌마 역
- 김홍석 : 펀드회사 직원 역

### 우정출연
- 박재정 : 미용실 손님 역

### 특별출연
- 웅산ㅣ

## 기타 사항
- 이 드라마는 뮤지컬로도 만들어졌다.[4]

- 드라마에 깔리는 배경 음악이 인기를 끌기도 했는데 영화 OST를 주로 만든 황상준 음악감독의 작품이다. 이 중에서 '사랑꽃', '끝이 아니길'과 함께 인기를 끌었던 첼로 연주곡 'Maybe, Maybe'는 류형욱, 노형우 음악감독의 작품인데 이 연주곡은 정식 OST 앨범 상으로는 발매되지 않았다.[5]

- 김진웅 선문대 교수가 공개한 드라마PD협회 내부 자료에 따르면, 주연 배우 이동욱은 회당 800만원의 출연료를 받았다.[6]

## 시청률
| 회차   | 방송일          | 시청률(전국) |
| ------ | --------------- | ------------ |
| 제1회  | 2008년 5월 3일  | 6.9%         |
| 제2회  | 2008년 5월 4일  | 6.1%         |
| 제3회  | 2008년 5월 10일 | 6.1%         |
| 제4회  | 2008년 5월 11일 | 6.5%         |
| 제5회  | 2008년 5월 17일 | 7.3%         |
| 제6회  | 2008년 5월 18일 | 7.5%         |
| 제7회  | 2008년 5월 24일 | 7.3%         |
| 제8회  | 2008년 5월 25일 | 6.4%         |
| 제9회  | 2008년 5월 31일 | 8.0%         |
| 제10회 | 2008년 6월 1일  | 8.8%         |
| 제11회 | 2008년 6월 7일  | 7.9%         |
| 제12회 | 2008년 6월 8일  | 10.0%        |
| 제13회 | 2008년 6월 14일 | 7.0%         |
| 제14회 | 2008년 6월 15일 | 9.9%         |
| 제15회 | 2008년 6월 21일 | 7.8%         |
| 제16회 | 2008년 6월 22일 | 11.3%        |
| 제17회 | 2008년 6월 28일 | 8.2%         |
| 제18회 | 2008년 6월 29일 | 8.5%         |
| 제19회 | 2008년 7월 5일  | 7.3%         |
| 제20회 | 2008년 7월 6일  | 9.0%         |
| 제21회 | 2008년 7월 12일 | 7.6%         |
| 제22회 | 2008년 7월 13일 | 8.1%         |
| 제23회 | 2008년 7월 19일 | 6.1%         |
| 제24회 | 2008년 7월 20일 | 9.8%         |